# Sukadame (Tigapanah)
Sukadame is een bestuurslaag in het regentschap Karo van de provincie Noord-Sumatra, Indonesië. Sukadame telt 2599 inwoners (volkstelling 2010).